# سایم (۱۹۸۴)
سایم (به انگلیسی: Syme) نام یکی از شخصیت‌ها در کتاب ۱۹۸۴ نوشته جورج اورول است. او متخصص نوگفتار است و در بخش تحقیقات وزارت حقیقت روی یازدهمین چاپ فرهنگ لغت زبان نوین کار می‌کند. او در پایان ناشخص می‌شود.

## ویژگی‌های ظاهری
او در کتاب این گونه معرفی و توصیف شده است:
موجودی لاغر و ریزنقش‌تر از وینستون بود. موهایی تیره و چشمانی متورم درشت داشت که آکنده از اندوه و تمسخرآمیز بودند و به نظر می‌رسید هنگام صحبت چهره مخاطب را می‌کاود.